# Luciano Gracia
Luciano Gracia Bailo (Cuarte de Huerva, 11 de julio de 1917-Zaragoza, 28 de octubre de 1986). 
Fue un poeta español, perteneciente a la llamada Generación poética aragonesa del 65.

## Biografía
Nació en Cuarte de Huerva (Zaragoza) el 11 de julio de 1917.
De profesión tipógrafo, trabajó en la imprenta Casañal, Heraldo de Aragón y en la imprenta del Hogar Pignatelli.
Fundó en 1960 junto a Juan Uriel Ortega la empresa Gráficas Los Sitios, en donde imprimirían la revista Poemas y después la colección de poesía del mismo nombre en la que llegaron a editar 56 títulos.
Perteneciente a la Tertulia del Niké. Junto a Guillermo Gúdel dirigió la revista Poemas (1962-1964), acudían al café Niké donde, entre las décadas de los cincuenta y de los sesenta del siglo pasado, se reunían buena parte de los poetas aragoneses como Miguel Labordeta, Guillermo Gúdel, Rosendo Tello, Julio Antonio Gómez, Raimundo Salas, Manuel Pinillos, José Ignacio Ciordia,...
Cuarte de Huerva le dedicó una plaza y Zaragoza una avenida.

## Obra poética
El realismo social imperante en las corrientes culturales de la época no encajan con su esquema de vida y provocan en él una actitud de rebeldía que se manifiesta en la presencia en su obra de temas como el amor y la muerte.
Su recurso a la amistad como protección frente a un entorno hostil harán de él un poeta en el verso y en el gesto que le ayudan en la liberación de la tristeza y la soledad.
Excepcional sensibilidad lírica donde el instinto y la intuición forman parte de su método.
Dio recitales en el Ateneo de Zaragoza, Facultad de Filosofía y Letras y en Centros Culturales.
- 1967 - Como una profecía
- 1969 - Hablan los días
- 1974 - Vértice de la sangre
- 1978 - Creciendo en soledad
- 1982 - Poemas recobrados y Huellas de ceniza

Tras su muerte aparecieron otros dos poemarios:
- 1987 - Cuando la luz asoma
- 1988 - Eslabones de sombra

## Reconocimientos
- Premio del Certamen "Amantes de Teruel" 1967 por Como una profecía
- Premio San Jorge 1974 por Vértice de la sangre